# Marija Pejčinović Burić
Marija Pejčinović Burić (Mostar, 1963. április 9.) horvát politikus, a jobbközép Horvát Demokratikus Közösség pártjának tagja, 2017 és 2019 között külügyminiszter és európai ügyek minisztere, valamint Horvátország első miniszterelnök-helyettese volt. Kolinda Grabar-Kitarović és Vesna Pusić után ő volt a harmadik nő, aki a horvát kormányban külügyminiszteri posztot töltött be. 2008 és 2011 között parlamenti képviselőként a 6. választókerületet képviselte. 2019. június 26-án 159 szavazattal, és 105 ellenszavazattal legyőzve Didier Reynders belga külügyminisztert az Európa Tanács főtitkárává választották. Mandátuma 2019. szeptember 18-án kezdődött.

## Élete és pályafutása
Pejčinović Burić 1985-ben szerzett közgazdasági diplomát a Zágrábi Egyetemen. A diploma megszerzése után 1988 és 1991 között a zágrábi Končar Inženjering energetikai és ipari tervező cég kereskedelmi szakértőjeként dolgozott. 1991-ben barátja, Ljubomir Čučić (egy időben a Horvátországi Európa Mozgalom főtitkára) nevezte ki a zágrábi Európa Ház főtitkárává, majd a Horvátországi Európa Mozgalom főtitkár-helyettese lett. 1994-ben a College of Europe-on (campus Natolin) az európai tanulmányokból szerzett Master of Science fokozatot, majd visszament a Končar Inženjeringhez. 1997-ben a zágrábi székhelyű Pliva gyógyszergyár vállalati kommunikációs igazgatójává nevezték ki.

### Politikai pályafutása
2000-ben a Horvát Európai integrációs Minisztériumban miniszterhelyettesnek nevezték ki. 2001-ben bekerült az EU–Horvátország stabilizációs és társulási megállapodás tárgyalócsoportjába. 2003-tól a Horvát Diplomáciai Akadémia szemináriumain az európai integráció előadójaként dolgozott. 2004-ben az Európai Integrációs Minisztérium államtitkárává, a következő évben pedig a Külügyminisztérium európai integrációért és európai integrációért felelős államtitkárává nevezték ki, mindkét posztot Miomir Žužul miniszter vezetésével Ivo Sanader miniszterelnök kormányában töltötte be.
2004 és 2006 között az Előcsatlakozási Strukturális Politikai Eszköz (ISPA) programok nemzeti koordinátora a támogatási programok és az EU-val való együttműködés nemzeti koordinátora, valamint Horvátország EU-csatlakozási tárgyalásain (2005-2006) a tőke szabad mozgásával foglalkozó munkacsoport tagja volt. 2006-tól Pejčinović Burić tagja volt Horvátország EU-csatlakozási tárgyalócsoportjának, tárgyalója volt a külkapcsolatokkal, kül-, biztonság- és védelempolitikával, intézményekkel és egyéb kérdésekkel foglalkozó fejezeteknek, valamint az EU-Horvátország Stabilizációs és Társulási Bizottság horvátországi elnöke, valamint 2006 és 2008 között a Horvátország – Baden-Württemberg Vegyes Bizottság elnöke volt.

### A Szábor tagjaként
Pejčinović Burićot 2008-ban a 6. választókerületet képviselő jobbközép Horvát Demokratikus Közösség (HDZ) párt tagjaként beválasztották a horvát parlamentbe. A parlamenti mandátumot a 2011-es választásokig töltötte be. Parlamenti ideje alatt az Európai Integrációs Bizottságban és a Külügyi Bizottságban dolgozott. Bizottsági megbízásai mellett tagja volt az Európa Tanács Parlamenti Közgyűlésének horvát delegációjának, valamint a Horvátország-USA Parlamenti Baráti Csoport elnöke volt.
2012-től 2013-ig a Lisszaboni szerződésről tartott előadást a Horvát Állami Közigazgatási Iskola szemináriumain. 2013-tól néhány évig magántanácsadóként dolgozott az EU-ban, az ENSZ Fejlesztési Programjában (UNDP), valamint kétoldalúan finanszírozott projektekben a tagjelölt és potenciális tagjelölt országokban, valamint az európai szomszédság országaiban. Emellett a szerb kormánynak nyújtott tanácsokat az európai integrációról. 2016. november 17-én a Külügyminisztérium és az Európai Ügyek Minisztériuma államtitkáraként Davor Ivo Stier miniszter vezetésével Andrej Plenković miniszterelnök kormányában ismét szolgálatba állt.

### Külügyminiszterként
2017 júniusában Andrej Plenković miniszterelnök Pejčinović Burićot nevezte ki Horvátország új külügyminiszterévé a lemondott Davor Ivo Stier helyére. Ebben a minőségében 2018-ban hat hónapig az Európa Tanács Miniszteri Bizottságának elnöke volt. 2017-től 2019-ig Jyrki Katainen mellett az Európai Néppárt (EPP) kereskedelmi miniszteri találkozóinak társelnöke, és az Európai Bizottság alelnöke volt. 2019-ben Pejčinović Burić bejelentette, hogy pályázik Thorbjørn Jagland utódjaként az Európa Tanács főtitkári posztjára.

### Az Európa Tanács főtitkáraként
2019. június 26-án az Európa Tanács Parlamenti Közgyűlése megválasztotta a szervezet 14. főtitkárát. A jelöltek Pejčinović Burić horvát külügyminiszter és belga kollégája, Didier Reynders voltak. Pejčinović Burić 159 szavazattal, 105 ellenében legyőzte Reynderst. Hivatalosan 2019. szeptember 18-án tette le a hivatali esküt. 2021. április 19-én Strasbourgban, Franciaországban Maia Sandu moldovai elnökkel együtt jelen volt az Európa Tanács Moldovai Köztársaságra vonatkozó 2021–2024-es cselekvési tervének aláírásán. Megvitatta Sanduval az emberi jogokról, a politikáról és a COVID-19 világjárványról szóló kérdéseket és támogatásáról biztosította Sandu korrupcióellenes erőfeszítéseit.

## Fordítás
- Ez a szócikk részben vagy egészben  a   Marija Pejčinović Burić című angol Wikipédia-szócikk ezen változatának fordításán alapul.  Az eredeti cikk szerkesztőit annak laptörténete sorolja fel. Ez a jelzés csupán a megfogalmazás eredetét és a szerzői jogokat jelzi, nem szolgál a cikkben szereplő információk forrásmegjelöléseként.